# Maria de Cada Porto
Maria de cada porto é o primeiro romance publicado pelo escritor cearense Moacir C. Lopes. Publicado em dezembro de 1959, narra a vida dos marinheiros durante a Segunda Guerra Mundial. Um dos primeiros comentários sobre este livro o considerou "um estouro na ficção brasileira". Com ele, Moacir obteve os prêmios Coelho Neto, da Academia Brasileira de Letras, e Fábio Prado da União Brasileira de Escritores. Foi editado na Tchecoslováquia e radioteatralizado em Portugal e na Polônia. Foi editado, no Brasil, pelas editoras Princeps, Civilização Brasileira, Cátedra, Círculo do Livro, Tecnoprint e Quartet.